# Behrensia praeandina
Behrensia praeandina là một loài bướm đêm trong họ Noctuidae.